# Fatos Nano
Fatos Thanas Nano (* 16. září 1952, Tirana) je albánský politik. Ve třech různých obdobích byl premiérem Albánie: od 22. února 1991 do 5. června 1991, od 25. července 1997 do 28. září 1998 a od 31. července 2002 do 10. září 2005. Dohromady strávil ve funkci 4,5 roku. Kandidoval v prezidentských volbách v roce 2007, ale neuspěl. Znovu se pokusil kandidovat v prezidentských volbách v roce 2012, ale jeho odpůrcům se podařilo jeho kandidaturu zablokovat. Patří ke třem klíčovým politickým osobnostem novodobé Albánie. Byl prvním vůdcem a zakladatelem Socialistické strany Albánie. Ta vznikla na troskách starší marxistické strany a Nano dokázal tento základ transformovat v sociální demokracii.

## Život
Pocházel z prominentní rodiny, jeho otec byl v éře socialistické Albánie ředitelem státní televizní a rozhlasové společnosti. Vystudoval politickou ekonomii na Tiranské univerzitě. Absolvoval v roce 1978. Poté pracoval až do roku 1981 ve vedení metalurgických závodů v Elbasanu. V letech 1981-1984 působil jako ekonom v zemědělském družstvu Priska. V roce 1984 byl jmenován výzkumným pracovníkem v Ústavu marxisticko-leninských studií v Tiraně. Zde působil do roku 1990. Tehdy nastoupil na tajemnický post do vlády Adila Çarçaniho. V lednu 1991 byl povýšen na pozici místopředsedy vlády.
Pád komunistických režimů v zemích střední a východní Evropy donutil prezidenta Ramize Aliu postupně odstranit starou komunistickou nomenklaturu od moci. Ve vládnoucí Straně práce (komunistické) se mu jako nejreformnější element jevil právě Nano, a tak ho na konci února 1991 jmenoval předsedou přechodné vlády, jejímž cílem bylo zorganizovat první demokratické volby v zemi a připravit přechod země k tržní ekonomice. Parlamentní volby se konaly 31. března 1991 a Albánská strana práce v nich získala většinu. Ramiz Alia poté jmenoval Nana znovu předsedou vlády. Ekonomická situace země však byla zlá, odbory vyhlásily generální stávku a Nano byl donucen krátce poté rezignovat. Soustředil se pak na transformaci Strany práce. Na sjezdu v červnu 1991 se mu podařilo prosadit zásadní změny, ba založení zcela nové strany. Byl zvolen jejím prvním předsedou. Transformace ale nebyla jednoduchá, nepodařilo se ze stanov odstranit některé marx-leninské relikty, což snižovalo důvěru v Nana na západě.
Poté, co Demokratická strana Albánie zvítězila v parlamentních volbách 22. března 1992, parlament zřídil na začátku roku 1993 komisi, která měla vyšetřit údajnou Nanovu korupci při řízení humanitární pomoci poskytované Itálii během hospodářské krize, která trvala od roku 1990. Podle většiny pozorovatelů šlo o pokus vůdce pravice Sali Beriši, jak se zbavit svého největšího kritika. 27. července 1993 albánský parlament zbavil Nana imunity. 30. července 1993 byl zatčen a obviněn ze "zneužití pravomocí a falšování úředních dokumentů". Dne 3. dubna 1994 byl odsouzen ke dvanácti letům vězení. Petici za jeho propuštění podepsalo 700 tisíc lidí. Nano byl označen za politického vězně mezinárodními organizacemi Amnesty International a Human Rights Watch.
Nano se pokoušel stranu řídit z vězení, nicméně jeho nepřítomnosti využívali někteří staří komunisté k odbourávání jeho reforem. V roce 1996 napsal Nano dopis 2. sjezdu strany a vyzval k tomu odstranit z vedení každého, kdo byl jakýmkoli způsobem spojen s bývalou Stranou práce. Žádal též odstranit poslední marxistické zbytky ze stanov. Návrh na sjezdu podpořila většina členů. Bylo to v nejvyšší čas, neboť v roce 1997 se zhroutila Berišova katastrofální hospodářská politika (sázka na "investiční společnosti" založené na Ponziho schématu, neboli tzv. pyramidové hře). Nastal chaos a lidové nepokoje. Beriša vyhlásil předčasné parlamentní volby na 29. června a v březnu 1997 vyhlásil amnestii, na jejímž základě byl propuštěn i Nano (ve skutečnosti z vězení odešel již několik dnů předtím, když vězeňská stráž prchla a vězení již nikdo nehlídal). Nano pak žádal obnovení procesu a v roce 1999 byl soudem v Tiraně shledán nevinným.
Parlamentní volby 29. června 1997 skončily drtivým vítězstvím Socialistické strany Albánie. Nano tak byl krátce po propuštění z vězení jmenován premiérem. Země však byla rozklížena nejen ekonomicky, ale i v oblasti politické kultury - mezi vládou a opozicí panovala spíše tichá občanská válka. Vše mělo i své náboženské a geopolitické souvislosti - Nano byl pravoslavný, zatímco Beriša muslim. Nanovu vládu podporovalo Řecko, Berišovu kliku Turecko. Dne 14. září 1998 došlo k pokusu o státní převrat, který vedli radikální stoupenci Demokratické strany. Útok spustili během pohřbu Azema Hajdariho a jejich cílem bylo Nana přímo na pohřbu zavraždit. Před rozzuřeným davem premiér prchnul do vládní rezidence v Pogradecu. Nano dobře rozpoznal turecké vměšování a v roce 1998 pozastavil členství Albánie v Organizaci islámské spolupráce. Situaci však viděl neudržitelnou, 28. září 1998 podal demisi a odešel z politického života.
Těšit ho mohlo, že Socialistická strana udržela moc, ale zneklidňoval ho vývoj ve straně. Především se mu nelíbil mocenský holport mezi Edi Ramou a Ilirem Metou. Po třech letech nečinnosti se tak vrátil do politiky. Nejprve kandidoval neúspěšně v prezidentských volbách, ale vítěz voleb, člen Demokratické strany Alfred Moisiu, si ho 25. července 2002, poměrně nečekaně, vybral jako nového předsedu vlády (což Rama Nanovi nikdy nezapomněl). Jen několik dní po nástupu do funkce, v srpnu 2002, se Nano stal terčem útoku předního italského týdeníku L'Espresso, který ho obvinil z vazeb na mezinárodní organizovaný zločin a z členství v pašeráckém gangu spolupracujícím s neapolskými mafiány. Nano zažaloval časopis u soudu v Římě. Soud nakonec rozhodl v jeho prospěch. Shledal, že článek obsahuje nepravdivé informace a spekulace. Časopisu bylo nařízeno zaplatit 3 miliony eur odškodného a soud poslal ředitelku časopisu i autory článku na 18 měsíců do vězení.
Dne 3. července 2005 Socialistická strana prohrála volby, 1. září Nano rezignoval na funkci premiéra i na post předsedy Socialistické strany a stáhl se z veřejného života.
V roce 2007 byl vybrán jako socialistický kandidát na prezidenta. Většina poslanců Socialistické strany, orientovaných již na Ediho Ramu, však vlastního kandidáta torpédovala a nepodpořila ho. Ve dvou kolech parlamentní volby získal jen tři a pět hlasů. Poté mnoho pozorovatelů očekávalo, že Nano založí novou politickou stranu, ale neučinil tak. Znovu se pokusil kandidovat na prezidenta v roce 2012, ale ani se nekvalifikoval jako kandidát, protože vůdci Socialistické strany v parlamentu zabránili svým poslancům, aby ho nominovali. V červnu 2012 Nano zahájil tažení s cílem znovu převzít vedení Socialistické strany. Edi Ramovi se ale podařilo Nana diskreditovat tvrzeními o jeho zákulisních dohodách se Sali Berišou a Nanův pokus o znovuovládnutí Socialistické strany zmařil. Jakousi náplastí mělo být, že byl zvolen "čestným členem strany". V roce 2023, již v době velkých Nanových zdravotních potíží, mu Rama udělil vyznamenání Velký kordón s hvězdou veřejného uznání.